# Valter Kaaver

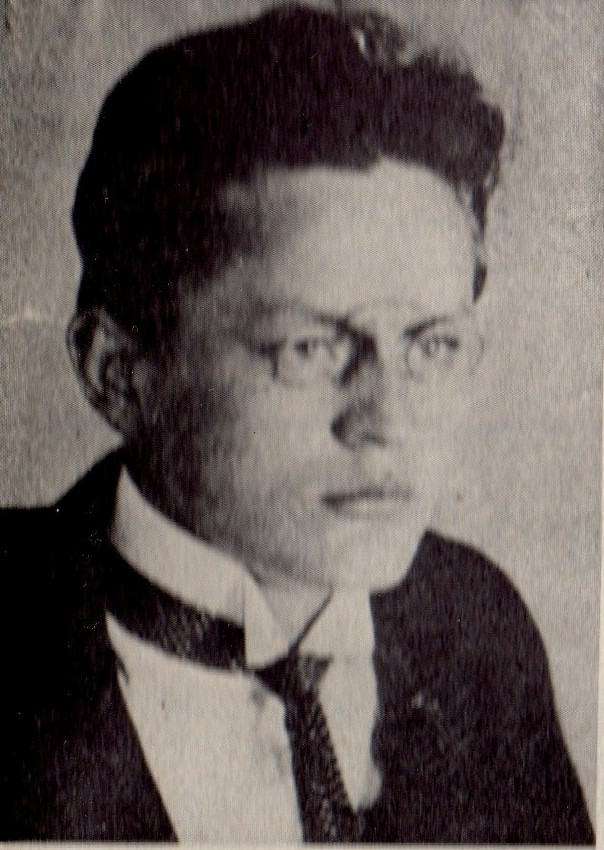
Valter Kaaver

Valter Kaaver (* 1. Apriljul. / 14. April 1904greg. in Võru; † 16. August 1946 in Stalino (Donezk)) war ein estnischer Dichter und Publizist.

## Leben
Kaaver ging in Võru zur Schule, konnte aber kein Abitur machen, da er 1923 aus politischen Gründen der Schule verwiesen wurde (s. u.). Darauf besuchte er als Gasthörer Vorlesungen der Universität Tartu, während er versuchte, sich mit Übersetzungen seinen Lebensunterhalt zu verdienen. 1927 ging er nach Tallinn, wo er kommunistische Untergrundzeitschriften redigierte. Nach deren alsbaldiger Schließung war er vor allem politisch tätig, so etwa in der Estnischen Arbeiterpartei, die der legale Arm der verbotenen kommunistischen Partei war.
1930 setzte er sich in die Sowjetunion ab, wo er 1931 jedoch aus der kommunistischen Partei ausgeschlossen und inhaftiert wurde. Nach seiner Freilassung 1934 wurde er 1937 im Zuge der stalinschen Repressionen abermals verhaftet und in ein Gefangenenlager überführt, wo er 1946 verstarb. Rehabilitiert wurde Valter Kaaver 1959.

## Literarisches Werk
Kaaver publizierte bereits als Schüler Gedichte, die im expressionistischem Stil für eine Revolution eintraten. 1923 unterstützte er seinen Lehrer Aleksander Antson bei der Herausgabe einer linksgerichteten Schülerzeitschrift Viisnurk ('Sowjetstern'), die indes auf dermaßen heftige Kritik stieß, dass Kaaver die Schule verlassen musste. Er arbeitete aber auch danach mit Antson zusammen und war mit ihm federführend beim Almanach Aktsioon ('Aktion'), von dem zwischen 1926 und 1929 drei Ausgaben erschienen. Diese Publikation vertrat die „kampfesmutigste und protestierendste Richtung der estnischen Literatur in der zweiten Hälfte der 1920er-Jahre.“
Kaavers spätere Gedichte sind jedoch Manuskript geblieben oder verloren gegangen. Innerhalb der estnischen Lyrikgeschichte ist er mit Erni Hiir und Juhan Sütiste verglichen worden.
Kaaver war sehr belesen und bemühte sich um die Vorstellung ausländischer Literatur in Estland. Im Zusammenhang hiermit und mit seiner politischen Aktivität soll er auch im Briefkontakt mit Henri Barbusse gestanden haben.

## Bibliografie
- Detsembri hommik. Luuletusi 1921–1929 ('Dezembermorgen. Gedichte 1921–1929'). Tallinn: Eesti Raamat 1979. 50 S.